# Benoît Millot
Pour les articles homonymes, voir Millot.
Benoît Millot, né le 10 janvier 1982 à Châtenay-Malabry, est un arbitre français évoluant en Ligue 1 et ancien arbitre central international. Il a été nommé arbitre international en 2014 et a officié dans plusieurs compétitions prestigieuses, notamment la Coupe du Monde 2022 au Qatar et la Coupe d'Afrique des Nations (CAN) 2019 en Égypte. Depuis le 1er janvier 2024, il se consacre exclusivement à la fonction d'arbitre vidéo (VAR) tout en continuant à officier comme arbitre central en Ligue 1.

## Biographie
Benoît Millot commence sa carrière d’arbitre dans les divisions amateurs, poussé par l’envie de se dépenser physiquement et de vivre sa passion pour le football. Grâce à son sérieux, sa régularité et sa passion, il gravit rapidement les échelons jusqu’à intégrer les championnats professionnels. Il accède à la Ligue 1 en 2011, à l'âge de 29 ans, ce qui le place parmi les plus jeunes arbitres de Ligue 1.
En septembre 2012, les médias révèlent que la direction de la DNA désire destituer Saïd Ennjimi et Olivier Thual de leurs fonctions internationales afin de promouvoir Nicolas Rainville et Benoît Millot. À la suite de l'intervention de Noël le Graët, seul Olivier Thual perd son badge FIFA à l'issue de l'année 2012, et c'est finalement Nicolas Rainville qui est promu arbitre international.
En 2014, il est inscrit sur la liste des arbitres internationaux de la FIFA, en même temps que son collègue Benoît Bastien. Cette étape marque le début d’une riche carrière sur la scène internationale.
Au fil des années, Benoît Millot a su s’imposer comme une référence dans le monde de l’arbitrage grâce à son professionnalisme et sa capacité à gérer des moments décisifs sur les plus grandes scènes. À 41 ans, il estime que le moment est venu de passer le témoin en tant qu’arbitre central international, permettant à une nouvelle génération de prendre le relais. Il considère cette transition comme une opportunité de relever de nouveaux défis en se consacrant entièrement à la fonction d'Officiel de VAR.

## Compétitions arbitrées
Le 20 mars 2019, Benoît Millot est désigné pour diriger la 25e finale de la Coupe de la Ligue entre Strasbourg et Guingamp qui se tient le 30 mars 2019 au Stade Pierre-Mauroy de Villeneuve-d'Ascq.
| Saison    | Compétitions      | Nbre de matchs | Cartons jaunes | Cartons rouges |
| --------- | ----------------- | -------------- | -------------- | -------------- |
| 2008-2009 | Coupe de France   | 1              | 3              |                |
| 2009-2010 | Coupe de France   | 4              | 12             | 0              |
| 2010-2011 | Coupe de la Ligue | 1              | 7              | 0              |
| 2010-2011 | Coupe de France   | 2              | 1              | 0              |
| 2010-2011 | Ligue 2           | 17             | 59             | 5              |
| 2011-2012 | Coupe de la Ligue | 1              | 3              | 0              |
| 2011-2012 | Coupe de France   | 1              | 5              | 0              |
| 2011-2012 | Ligue 1           | 16             | 55             | 1              |
| 2011-2012 | Ligue 2           | 5              | 13             | 1              |
| 2012-2013 | Coupe de la Ligue | 2              | 9              | 0              |
| 2012-2013 | Coupe de France   | 2              | 6              | 0              |
| 2012-2013 | Ligue 1           | 19             | 63             | 5              |
| 2012-2013 | Ligue 2           | 5              | 18             | 1              |
| 2013-2014 | Coupe de la Ligue | 3              | 14             | 0              |
| 2013-2014 | Coupe de France   | 2              | 7              | 0              |
| 2013-2014 | Ligue 1           | 18             | 66             | 2              |
| 2013-2014 | Ligue 2           | 5              | 15             | 3              |
| 2014-2015 | Coupe de France   | 2              | 8              | 0              |
| 2014-2015 | Ligue 1           | 17             | 56             | 2              |
| 2014-2015 | Ligue 2           | 3              | 10             | 2              |
| 2014-2015 | Ligue Europa      | 2              | 11             | 1              |

 Dernière modification le 09.04.2015 